# David Sklansky
David Sklansky (New Jersey, 1947. december 22. –) professzionális amerikai pókerjátékos és pókerkönyv szerző.

## Élete
Sklansky születésének és fiatalságának éveit a new jersey-i Teaneckben töltötte, a Teaneck Középiskolában érettségizett le 1966-ban. Az iskola után folytatta tanulmányait a Pennsylvania Egyetemen, de ezt végül nem fejezte be. Visszatért Teaneckbe és egy biztosítási cégnél helyezkedett el. Biztosítási ügynökként viszonylag rövid ideig dolgozott. Munkája során hamar felfedezett egy módszert, mellyel nagyságrendekkel gyorsabban végzett el bizonyos kalkulációkat. Mikor felfedezését bemutatta főnökének, ő nem tiltotta meg az új módszer használatát, de nem engedélyezte, hogy azt megmutassa másnak is. Ahogy Sklansky mondja:„Tudtam valami olyat amit senki más, de egy szemernyi elismerés sem járt érte.” Hamarosan élénk érdeklődést kezdett mutatni a póker iránt, sikereiben nagy szerepet játszottak képességei és felfedezései. Ahogy sokan idézik egyik leghíresebb mondatát: „A pókerben gyorsan pénzt szerzel ha jobb vagy mindenkinél. Ha van valami, amit én tudok a játékról, ellenfelem pedig nem szúrja ki vagy nem hajlandó megtanulni akkor én győzök.”
Sklansky manapság hatalmas tekintélynek számít a szerencsejátékok terén. Számos könyv köthető nevéhez a póker, blackjack és egyéb szerencsejátékok témájában.
Eddig három WSOP bajnoki karkötővel rendelkezik, ebből kettőt 1982-ben szerzett (800 dolláros Mixed Doubles és 1000 dolláros Draw Hi versenyen) egyet pedig 1983-ban (1000 dolláros Limit Omaha Hi versenyen). 2004-ben megnyert még egy meghívásos versenyt (Poker By The Book), olyan kiválóságokat maga mögé utasítva mint: Phil Helmuth Jr., Mike Caro, T.J. Cloutier, Mike Sexton illetve utolsó ellenfélként Doyle Brunson-t.
Sklansky jelenleg a nevadai Hendersonban él.

## Könyvei
David Sklansky nevéhez önálló vagy társszerzőként 13 könyv köthető, mely a szerencsejáték-elméletről és a pókerről szól. Könyveit Magyarországon az Ekren Kiadó gondozza. Legismertebb és legsikeresebb könyvének címe: A póker elmélete. Póker témakörben ez a könyv a világon az első háromba tartozik.

### Magyarul
- A póker elmélete; ford. Kállai Gábor, Talyigás András, előszó Korda György; Ekren, Bp., 2005

## Külső hivatkozások
- Ekren Kiadó David Sklansky
- http://www.twoplustwo.com Two Plus Two hivatalos oldal
- World Poker Tour Profile
- A póker elmélete